# Saint-Germain-de-Fresney
Saint-Germain-de-Fresney è un comune francese di 194 abitanti situato nel dipartimento dell'Eure nella regione della Normandia.

## Società

### Evoluzione demografica
Abitanti censiti